# نیپسی راسل
نیپسی راسل (انگلیسی: Nipsey Russell؛ ۱۵ سپتامبر ۱۹۱۸ – ۲ اکتبر ۲۰۰۵) یک هنرپیشه، و شاعر اهل ایالات متحده آمریکا بود.
از فیلم‌ها یا برنامه‌های تلویزیونی که وی در آن نقش داشته است می‌توان به جادوگر و گروه تعقیب اشاره کرد.